# متغیر چرخشی بیضی‌گون

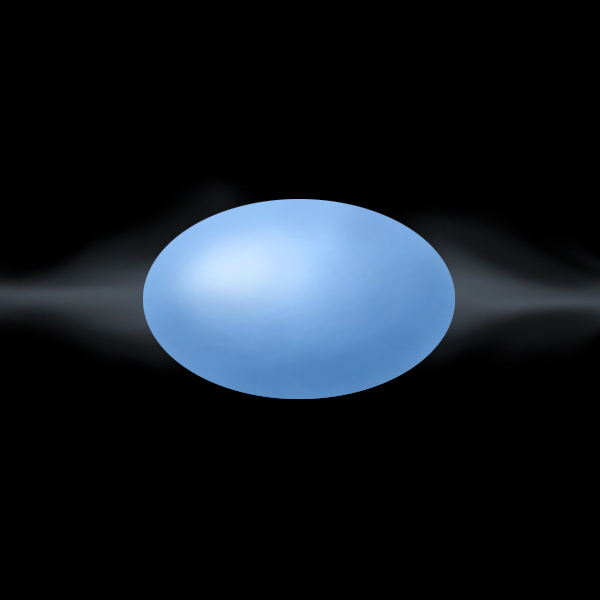
متغیر چرخشی بیضی‌گون

متغیرهای چرخشی بیضی‌گون دسته‌ای از ستاره‌های متغیر هستند. آنها سامانه‌های دوتایی نزدیک بهم‌ای هستند که ستاره‌هایش بیضی‌گون است. این متغیرها گرفتی نیستند اما در قدر ظاهری آن‌ها نوساناتی رخ می‌دهد. این تغییر روشنایی به دلیل تغییر در ناحیه‌ای است که نور از آن تابیده می‌شود و برای رصدگر قابل دیدن است. به‌طور معمول این نوسانات در روشنایی از یک دهم قدر تجاوز نمی‌کند.
پرنورترین متغیر چرخشی بیضی‌گون، ستاره بی‌ژوبین یا سماک اعزل در صورت فلکی دوشیزه است.